# FA Premier League 2004-2005
La FA Premier League 2004-2005 è stata la 106ª edizione della massima serie del campionato inglese di calcio, disputato tra il 14 agosto 2004 e il 15 maggio 2005 e concluso con la vittoria del Chelsea, al suo secondo titolo.
Capocannoniere del torneo è stato Thierry Henry (Arsenal) con 25 reti.

## Stagione

### Novità
Al posto delle retrocesse Leicester City, Leeds Utd e Wolverhampton sono saliti dalla First Division il Norwich City, il West Bromwich e, dopo i play-off, il Crystal Palace.
Il Fulham, dopo due anni di esilio al Loftus Road, tornò a giocare al Craven Cottage.

### Avvenimenti
Il campionato vide la vittoria finale del Chelsea, che tornò al successo nazionale dopo 50 anni. I Blues, che a inizio stagione avevano visto l'arrivo in panchina del portoghese José Mourinho al posto di Claudio Ranieri, ottennero il comando solitario della classifica il 6 novembre, sconfiggendo l'Everton per 1-0 a Stamford Bridge, e presero il largo nei mesi successivi. La squadra si laureò campione d'Inghilterra il 30 aprile 2005, grazie al successo per 2-0 sul campo del Bolton. Gli uomini di Mourinho stabilirono inoltre numerosi record per la Premier League, alcuni dei quali intatti ancora oggi, tra cui la miglior difesa (15 reti subìte) ed il maggior numero di punti totalizzati nell'arco di un singolo campionato (95) (I record di gol e punti sono stati poi battuti dal Manchester City nel 2017-2018, che riuscì a totalizzare 100 punti e a realizzare 106 reti). L'Arsenal campione in carica chiuse invece il campionato al 2º posto; i Gunners videro inoltre interrompersi la loro striscia di imbattibilità, durata 49 partite, al termine di un match contestatissimo contro il Manchester Utd ad Old Trafford.
In zona europea, il Bolton mancò di soli tre punti l'aggancio al 4º posto, valevole per l'accesso ai preliminari della Champions League, occupato invece dal sorprendente Everton. A pari merito con i Trotters si piazzò il Liverpool, che però si qualificò alla massima competizione europea grazie alla vittoria del trofeo nella celebre finale di Istanbul contro il Milan. Il posto in Coppa UEFA andò invece al Middlesbrough, che pareggiò lo scontro diretto contro il Manchester City all'ultima giornata (i Citizens sbagliarono un calcio di rigore allo scadere).
In chiave salvezza, per la prima volta nella storia della Premier League, i verdetti si decisero tutti all'ultima giornata: a giocarsi l'unico posto salvezza erano le tre squadre neopromosse e il Southampton. Nel corso degli ultimi 90 minuti di gioco tutte e 4 si trovarono a un certo punto nella preziosa diciassettesima posizione: il Norwich City iniziò la giornata davanti a tutti, ma ben presto il destino non fu più nelle mani dei Canaries che cedettero e vennero travolti dal Fulham per 6-0. Il Southampton venne rimontato dal Manchester United (1-2) e lasciò la massima divisione dove militava ininterrottamente dal 1978, chiudendo ultimo. Tutto sembrava volgere a favore del Crystal Palace, in salvo dopo aver rimontato il Charlton al The Valley, tuttavia i rivali sudlondinesi trovarono il gol del 2-2 a 10 minuti dalla fine, pareggio che condannò i rossoblu alla quarta retrocessione in altrettanti stagioni di Premier League. Il West Bromwich, che iniziò il turno ultimo in classifica, sconfisse invece il Portsmouth e riuscì a scavalcare tutte le rivali ottenendo una miracolosa salvezza, divenendo inoltre il primo club a rimanere in massima serie nonostante si trovasse all'ultimo posto in classifica a Natale.

## Squadre partecipanti
| Club            | Stagione | Città               | Stadio                     | Stagione precedente                                  |
| --------------- | -------- | ------------------- | -------------------------- | ---------------------------------------------------- |
| Arsenal         | dettagli | Londra              | Arsenal Stadium            | 1º posto in FA Premier League                        |
| Aston Villa     | dettagli | Birmingham          | Villa Park                 | 6º posto in FA Premier League                        |
| Birmingham City | dettagli | Birmingham          | St Andrew's                | 10º posto in FA Premier League                       |
| Blackburn       | dettagli | Blackburn           | Ewood Park                 | 15º posto in FA Premier League                       |
| Bolton          | dettagli | Bolton              | Reebok Stadium             | 8º posto in FA Premier League                        |
| Charlton        | dettagli | Charlton            | The Valley                 | 7º posto in FA Premier League                        |
| Crystal Palace  | dettagli | Londra              | Selhurst Park              | 6º posto in First Division, promosso dopo i play-off |
| Chelsea         | dettagli | Londra              | Stamford Bridge            | 2º posto in FA Premier League                        |
| Everton         | dettagli | Liverpool           | Goodison Park              | 17º posto in FA Premier League                       |
| Fulham          | dettagli | Londra              | Craven Cottage             | 9º posto in FA Premier League                        |
| Liverpool       | dettagli | Liverpool           | Anfield                    | 4º posto in FA Premier League                        |
| Manchester City | dettagli | Manchester          | City of Manchester Stadium | 16º posto in FA Premier League                       |
| Manchester Utd  | dettagli | Manchester          | Old Trafford               | 3º posto in FA Premier League                        |
| Middlesbrough   | dettagli | Middlesbrough       | Riverside Stadium          | 11º posto in FA Premier League                       |
| Newcastle Utd   | dettagli | Newcastle upon Tyne | St James' Park             | 5º posto in FA Premier League                        |
| Norwich City    | dettagli | Norwich             | Carrow Road                | 1º posto in First Division, promosso                 |
| Portsmouth      | dettagli | Portsmouth          | Fratton Park               | 13º posto in FA Premier League                       |
| Southampton     | dettagli | Southampton         | St Mary's Stadium          | 12º posto in FA Premier League                       |
| Tottenham       | dettagli | Londra              | White Hart Lane            | 14º posto in FA Premier League                       |
| West Bromwich   | dettagli | West Bromwich       | The Hawthorns              | 2º posto in First Division, promosso                 |

## Allenatori e primatisti
| Club            | Allenatore                                                             | Calciatore più presente                                          | Cannoniere                                     |
| --------------- | ---------------------------------------------------------------------- | ---------------------------------------------------------------- | ---------------------------------------------- |
| Arsenal         | Arsène Wenger                                                          | Ashley Cole, Kolo Touré (35)                                     | Thierry Henry (25)                             |
| Aston Villa     | David O'Leary                                                          | Nolberto Solano, Thomas Sørensen (36)                            | Nolberto Solano (8)                            |
| Birmingham City | Steve Bruce                                                            | Kenny Cunningham, Damien Johnson, Matthew Upson (36)             | Emile Heskey (10)                              |
| Blackburn       | Graeme Souness (1ª-4ª) Tony Parkes (5ª) Mark Hughes (6ª-38ª)           | Brad Friedel (38)                                                | Paul Dickov (9)                                |
| Bolton          | Sam Allardyce                                                          | Gary Speed (38)                                                  | El Hadji Diouf (9)                             |
| Charlton        | Alan Curbishley                                                        | Danny Murphy (38)                                                | Shaun Bartlett (6)                             |
| Chelsea         | José Mourinho                                                          | Eiður Guðjohnsen, Frank Lampard (38)                             | Frank Lampard (13)                             |
| Crystal Palace  | Iain Dowie                                                             | Wayne Routledge (38)                                             | Andrew Johnson (21)                            |
| Everton         | David Moyes                                                            | Kevin Kilbane (38)                                               | Tim Cahill (11)                                |
| Fulham          | Chris Coleman                                                          | Zat Knight, Tomasz Radzinski (35)                                | Andy Cole (12)                                 |
| Liverpool       | Rafael Benítez                                                         | Jamie Carragher (38)                                             | Milan Baroš (9)                                |
| Manchester City | Kevin Keegan (1ª-29ª) Stuart Pearce (30ª-38ª)                          | Sylvain Distin (38)                                              | Robbie Fowler, Shaun Wright-Phillips (10)      |
| Manchester Utd  | Alex Ferguson                                                          | Mikaël Silvestre (35)                                            | Wayne Rooney (11)                              |
| Middlesbrough   | Steve McClaren                                                         | Jimmy Floyd Hasselbaink, Gareth Southgate, Boudewijn Zenden (36) | Jimmy Floyd Hasselbaink (13)                   |
| Newcastle Utd   | Bobby Robson (1ª-4ª) John Carver (5ª) Graeme Souness (6ª-38ª)          | Shay Given (36)                                                  | Craig Bellamy, Alan Shearer (7)                |
| Norwich City    | Nigel Worthington                                                      | Craig Fleming, Robert Green (38)                                 | Dean Ashton, Damien Francis, Leon McKenzie (7) |
| Portsmouth      | Harry Redknapp (1ª-14ª) Velimir Zajec (15ª-31ª) Alain Perrin (32ª-38ª) | Linvoy Primus (35)                                               | Yakubu Aiyegbeni (13)                          |
| Southampton     | Paul Sturrock (1ª-2ª) Steve Wigley (3ª-16ª) Harry Redknapp (17ª-38ª)   | Rory Delap (37)                                                  | Peter Crouch (12)                              |
| Tottenham       | Jacques Santini (1ª-11ª) Martin Jol (12ª-38ª)                          | Ledley King (38)                                                 | Jermain Defoe (13)                             |
| West Bromwich   | Gary Megson (1ª-10ª) Frank Burrows (11ª-12ª) Bryan Robson (13ª-38ª)    | Zoltán Gera (38)                                                 | Robert Earnshaw (11)                           |

## Classifica finale
|       | Pos. | Squadra         | Pt | G  | V  | N  | P  | GF | GS | DR  |
| ----- | ---- | --------------- | -- | -- | -- | -- | -- | -- | -- | --- |
|       | 1.   | Chelsea         | 95 | 38 | 29 | 8  | 1  | 72 | 15 | +57 |
|       | 2.   | Arsenal         | 83 | 38 | 25 | 8  | 5  | 87 | 36 | +51 |
|       | 3.   | Manchester Utd  | 77 | 38 | 22 | 11 | 5  | 57 | 26 | +32 |
|       | 4.   | Everton         | 61 | 38 | 18 | 7  | 13 | 45 | 46 | -1  |
| [ 5 ] | 5.   | Liverpool       | 58 | 38 | 17 | 7  | 14 | 52 | 41 | +11 |
|       | 6.   | Bolton          | 58 | 38 | 16 | 10 | 12 | 49 | 44 | +5  |
| [ 6 ] | 7.   | Middlesbrough   | 55 | 38 | 14 | 13 | 11 | 53 | 46 | +7  |
|       | 8.   | Manchester City | 52 | 38 | 13 | 13 | 12 | 47 | 39 | +8  |
|       | 9.   | Tottenham       | 52 | 38 | 14 | 10 | 14 | 47 | 41 | +6  |
|       | 10.  | Aston Villa     | 47 | 38 | 12 | 11 | 15 | 45 | 51 | -7  |
|       | 11.  | Charlton        | 46 | 38 | 12 | 10 | 16 | 42 | 58 | -16 |
|       | 12.  | Birmingham City | 45 | 38 | 11 | 12 | 15 | 40 | 46 | -6  |
|       | 13.  | Fulham          | 44 | 38 | 12 | 8  | 18 | 52 | 60 | -8  |
|       | 14.  | Newcastle Utd   | 44 | 38 | 10 | 14 | 14 | 47 | 57 | -10 |
|       | 15.  | Blackburn       | 42 | 38 | 9  | 15 | 14 | 32 | 43 | -11 |
|       | 16.  | Portsmouth      | 39 | 38 | 10 | 9  | 19 | 43 | 59 | -16 |
|       | 17.  | West Bromwich   | 34 | 38 | 6  | 16 | 16 | 36 | 61 | -25 |
|       | 18.  | Crystal Palace  | 33 | 38 | 7  | 12 | 19 | 41 | 62 | -21 |
|       | 19.  | Norwich City    | 33 | 38 | 7  | 12 | 19 | 42 | 77 | -35 |
|       | 20.  | Southampton     | 32 | 38 | 6  | 14 | 18 | 45 | 66 | -21 |

Legenda:
      Campione d'Inghilterra e qualificata alla fase a gironi della UEFA Champions League 2005-2006.
      Qualificata alla fase a gironi della UEFA Champions League 2005-2006.
      Qualificate al terzo turno preliminare della UEFA Champions League 2005-2006.
      Qualificate al primo turno di Coppa UEFA 2005-2006.
      Qualificata al terzo turno preliminare di Coppa Intertoto 2005.
      Retrocesse in Football League Championship 2005-2006.
Regolamento:
Tre punti a vittoria, uno a pareggio, zero a sconfitta.
A parità di punti le squadre vengono classificate secondo la differenza reti.

### Squadra campione
| Formazione tipo | Giocatori (presenze)      |
| --- | ------------------------- |
| Čech P. Ferreira Terry R. Carvalho Gallas Tiago Makélélé Lampard Duff Guðjohnsen J. Cole | Petr Čech (35)            |
| Čech P. Ferreira Terry R. Carvalho Gallas Tiago Makélélé Lampard Duff Guðjohnsen J. Cole | Paulo Ferreira (29)       |
| Čech P. Ferreira Terry R. Carvalho Gallas Tiago Makélélé Lampard Duff Guðjohnsen J. Cole | John Terry (36)           |
| Čech P. Ferreira Terry R. Carvalho Gallas Tiago Makélélé Lampard Duff Guðjohnsen J. Cole | Ricardo Carvalho (25)     |
| Čech P. Ferreira Terry R. Carvalho Gallas Tiago Makélélé Lampard Duff Guðjohnsen J. Cole | William Gallas (28)       |
| Čech P. Ferreira Terry R. Carvalho Gallas Tiago Makélélé Lampard Duff Guðjohnsen J. Cole | Tiago (34)                |
| Čech P. Ferreira Terry R. Carvalho Gallas Tiago Makélélé Lampard Duff Guðjohnsen J. Cole | Claude Makélélé (36)      |
| Čech P. Ferreira Terry R. Carvalho Gallas Tiago Makélélé Lampard Duff Guðjohnsen J. Cole | Frank Lampard (38)        |
| Čech P. Ferreira Terry R. Carvalho Gallas Tiago Makélélé Lampard Duff Guðjohnsen J. Cole | Damien Duff (30)          |
| Čech P. Ferreira Terry R. Carvalho Gallas Tiago Makélélé Lampard Duff Guðjohnsen J. Cole | Eiður Guðjohnsen (38)     |
| Čech P. Ferreira Terry R. Carvalho Gallas Tiago Makélélé Lampard Duff Guðjohnsen J. Cole | Joe Cole (28)             |
| Čech P. Ferreira Terry R. Carvalho Gallas Tiago Makélélé Lampard Duff Guðjohnsen J. Cole | Allenatore: José Mourinho |
| Altri giocatori: Didier Drogba (26), Mateja Kežman (25), Arjen Robben (18), Glen Johnson (16), Aleksej Smertin (16), Wayne Bridge (15), Jiří Jarošík (14), Geremi (13), Robert Huth (10), Celestine Babayaro (5), Scott Parker (4), Carlo Cudicini (3), Adrian Mutu (2), Nuno Morais (2), Mikael Forssell (1), Anthony Grant (1), Filipe Oliveira (1), Lenny Pidgeley (1), Steven Watt (1). |                           |

## Risultati

### Tabellone
Ogni riga indica i risultati casalinghi della squadra segnata a inizio della riga, contro le squadre segnate colonna per colonna (che invece avranno giocato l'incontro in trasferta). Al contrario, leggendo la colonna di una squadra si avranno i risultati ottenuti dalla stessa in trasferta, contro le squadre segnate in ogni riga, che invece avranno giocato l'incontro in casa.
|                 | ARS  | AVL  | BIR  | BLB  | BOL  | CHA  | CHE  | CRY  | EVE  | FUL  | LIV  | MCI  | MUN  | MID  | NEW  | NOR  | POR  | SOU  | TOT  | WBA  |
| --------------- | ---- | ---- | ---- | ---- | ---- | ---- | ---- | ---- | ---- | ---- | ---- | ---- | ---- | ---- | ---- | ---- | ---- | ---- | ---- | ---- |
| Arsenal         | –––– | 3–1  | 3–0  | 3–0  | 2–2  | 4–0  | 2–2  | 5–1  | 7–0  | 2–0  | 3–1  | 1–1  | 2–4  | 5–3  | 1–0  | 4–1  | 3–0  | 2–2  | 1–0  | 1–1  |
| Aston Villa     | 1–3  | –––– | 1–2  | 1–0  | 1–1  | 0–0  | 0–0  | 1–1  | 1–3  | 2–0  | 1–1  | 1–2  | 0–1  | 2–0  | 4–2  | 3–0  | 3–0  | 2–0  | 1–0  | 1–1  |
| Birmingham City | 2–1  | 2–0  | –––– | 2–1  | 1–2  | 1–1  | 0–1  | 0–1  | 0–1  | 1–2  | 2–0  | 1–0  | 0–0  | 2–0  | 2–2  | 1–1  | 0–0  | 2–1  | 1–1  | 4–0  |
| Blackburn       | 0–1  | 2–2  | 3–3  | –––– | 0–1  | 1–0  | 0–1  | 1–0  | 0–0  | 1–3  | 2–2  | 0–0  | 1–1  | 0–4  | 2–2  | 3–0  | 1–0  | 3–0  | 0–1  | 1–1  |
| Bolton          | 1–0  | 1–2  | 1–1  | 0–1  | –––– | 4–1  | 0–2  | 1–0  | 3–2  | 3–1  | 1–0  | 0–1  | 2–2  | 0–0  | 2–1  | 1–0  | 0–1  | 1–1  | 3–1  | 1–1  |
| Charlton        | 1–3  | 3–0  | 3–1  | 1–0  | 1–2  | –––– | 0–4  | 2–2  | 2–0  | 2–1  | 1–2  | 2–2  | 0–4  | 1–2  | 1–1  | 4–0  | 2–1  | 0–0  | 2–0  | 1–4  |
| Chelsea         | 0–0  | 1–0  | 1–1  | 4–0  | 2–2  | 1–0  | –––– | 4–1  | 1–0  | 3–1  | 1–0  | 0–0  | 1–0  | 2–0  | 4–0  | 4–0  | 3–0  | 2–1  | 0–0  | 1–0  |
| Crystal Palace  | 1–1  | 2–0  | 2–0  | 0–0  | 0–1  | 0–1  | 0–2  | –––– | 1–3  | 2–0  | 1–0  | 1–2  | 0–0  | 0–1  | 0–2  | 3–3  | 0–1  | 2–2  | 3–0  | 3–0  |
| Everton         | 1–4  | 1–1  | 1–1  | 0–1  | 3–2  | 0–1  | 0–1  | 4–0  | –––– | 1–0  | 1–0  | 2–1  | 1–0  | 1–0  | 2–0  | 1–0  | 2–1  | 1–0  | 0–1  | 2–1  |
| Fulham          | 0–3  | 1–1  | 2–3  | 0–2  | 2–0  | 0–0  | 1–4  | 3–1  | 2–0  | –––– | 2–4  | 1–1  | 1–1  | 0–2  | 1–3  | 6–0  | 3–1  | 1–0  | 2–0  | 1–0  |
| Liverpool       | 2–1  | 2–1  | 0–1  | 0–0  | 1–0  | 2–0  | 0–1  | 3–2  | 2–1  | 3–1  | –––– | 2–1  | 0–1  | 1–1  | 3–1  | 3–0  | 1–1  | 1–0  | 2–2  | 3–0  |
| Manchester City | 0–1  | 2–0  | 3–0  | 1–1  | 0–1  | 4–0  | 1–0  | 3–1  | 0–1  | 1–1  | 1–0  | –––– | 0–2  | 1–1  | 1–1  | 1–1  | 2–0  | 2–1  | 0–1  | 1–1  |
| Manchester Utd  | 2–0  | 3–1  | 2–0  | 0–0  | 2–0  | 2–0  | 1–3  | 5–2  | 0–0  | 1–0  | 2–1  | 0–0  | –––– | 1–1  | 2–1  | 2–1  | 2–1  | 3–0  | 0–0  | 1–1  |
| Middlesbrough   | 0–1  | 3–0  | 2–1  | 1–0  | 1–1  | 2–2  | 0–1  | 2–1  | 1–1  | 1–1  | 2–0  | 3–2  | 0–2  | –––– | 2–2  | 2–0  | 1–1  | 1–3  | 1–0  | 4–0  |
| Newcastle Utd   | 0–1  | 0–3  | 2–1  | 3–0  | 2–1  | 1–1  | 1–1  | 0–0  | 1–1  | 1–4  | 1–0  | 4–3  | 1–3  | 0–0  | –––– | 2–2  | 1–1  | 2–1  | 0–1  | 3–1  |
| Norwich City    | 1–4  | 0–0  | 1–0  | 1–1  | 3–2  | 1–0  | 1–3  | 1–1  | 2–3  | 0–1  | 1–2  | 2–3  | 2–0  | 4–4  | 2–1  | –––– | 2–2  | 2–1  | 0–2  | 3–2  |
| Portsmouth      | 0–1  | 1–2  | 1–1  | 0–1  | 1–1  | 4–2  | 0–2  | 3–1  | 0–1  | 4–3  | 1–2  | 1–3  | 2–0  | 2–1  | 1–1  | 1–1  | –––– | 4–1  | 1–0  | 3–2  |
| Southampton     | 1–1  | 2–3  | 0–0  | 3–2  | 1–2  | 0–0  | 1–3  | 2–2  | 2–2  | 3–3  | 2–0  | 0–0  | 1–2  | 2–2  | 1–2  | 4–3  | 2–1  | –––– | 1–0  | 2–2  |
| Tottenham       | 4–5  | 5–1  | 1–0  | 0–0  | 1–2  | 2–3  | 0–2  | 1–1  | 5–2  | 2–0  | 1–1  | 2–1  | 0–1  | 2–0  | 1–0  | 0–0  | 3–1  | 5–1  | –––– | 1–1  |
| West Bromwich   | 0–2  | 1–1  | 2–0  | 1–1  | 2–1  | 0–1  | 1–4  | 2–2  | 1–0  | 1–1  | 0–5  | 2–0  | 0–3  | 1–2  | 0–0  | 0–0  | 2–0  | 0–0  | 1–1  | –––– |

## Statistiche

### Squadre

#### Capoliste solitarie
Fonte:
|    | —— | —— | —— | ——      | ——      | ——      | ——      | ——      | ——      | ——  | ——      | ——      | ——      | ——      | ——      | ——      | ——      | ——      | ——      | ——      | ——      | ——      | ——      | ——      | ——      | ——      | ——      | ——      | ——      | ——      | ——      | ——      | ——      | ——      | ——      | ——      | ——      | —— |  |
|    |    |    |    | Arsenal | Arsenal | Arsenal | Arsenal | Arsenal | Arsenal |     | Chelsea | Chelsea | Chelsea | Chelsea | Chelsea | Chelsea | Chelsea | Chelsea | Chelsea | Chelsea | Chelsea | Chelsea | Chelsea | Chelsea | Chelsea | Chelsea | Chelsea | Chelsea | Chelsea | Chelsea | Chelsea | Chelsea | Chelsea | Chelsea | Chelsea | Chelsea | Chelsea |    |  |
|    |    |    |    |         |         |         |         |         |         |     |         |         |         |         |         |         |         |         |         |         |         |         |         |         |         |         |         |         |         |         |         |         |         |         |         |         |         |    |  |
|    |    |    |    |         |         |         |         |         |         |     |         |         |         |         |         |         |         |         |         |         |         |         |         |         |         |         |         |         |         |         |         |         |         |         |         |         |         |    |  |
| 1ª | 2ª | 3ª | 4ª | 5ª      | 6ª      | 7ª      | 8ª      | 9ª      | 10ª     | 11ª | 12ª     | 13ª     | 14ª     | 15ª     | 16ª     | 17ª     | 18ª     | 19ª     | 20ª     | 21ª     | 22ª     | 23ª     | 24ª     | 25ª     | 26ª     | 27ª     | 28ª     | 29ª     | 30ª     | 31ª     | 32ª     | 33ª     | 34ª     | 35ª     | 36ª     | 37ª     | 38ª     |    |  |

#### Primati stagionali
- Maggior numero di vittorie: Chelsea (29)
- Minor numero di sconfitte: Chelsea (1)
- Miglior attacco: Arsenal (87 goal fatti)
- Miglior difesa: Chelsea (15 reti subite)
- Miglior differenza reti: Chelsea (+57)
- Maggior numero di pareggi: West Bromwich (16)
- Minor numero di pareggi: Everton, Liverpool (7)
- Maggior numero di sconfitte: Portsmouth, Crystal Palace, Norwich City (19)
- Minor numero di vittorie: West Bromwich, Southampton (6)
- Peggior attacco: Blackburn (32 reti segnate)
- Peggior difesa: Norwich City (77 reti subite)
- Peggior differenza reti: Norwich City (-35)

### Individuali

#### Classifica marcatori
Fonte:
| Gol | Rigori |  | Giocatore               | Squadra        |
| --- | ------ |  | ----------------------- | -------------- |
| 25  |        |  | Thierry Henry           | Arsenal        |
| 21  | 11     |  | Andy Johnson            | Crystal Palace |
| 14  | 1      |  | Robert Pirès            | Arsenal        |
| 13  |        |  | Jermain Defoe           | Tottenham      |
| 13  |        |  | Jimmy Floyd Hasselbaink | Middlesbrough  |
| 13  | 3      |  | Frank Lampard           | Chelsea        |
| 13  | 4      |  | Yakubu Aiyegbeni        | Portsmouth     |
| 12  |        |  | Peter Crouch            | Southampton    |
| 12  | 1      |  | Andy Cole               | Fulham         |
| 12  | 1      |  | Eiður Guðjohnsen        | Chelsea        |
| 11  |        |  | Tim Cahill              | Everton        |
| 11  | 2      |  | Robert Earnshaw         | West Bromwich  |
| 11  | 1      |  | Robbie Keane            | Tottenham      |
| 11  |        |  | Wayne Rooney            | Manchester Utd |
| 10  |        |  | Didier Drogba           | Chelsea        |